# Lepadogaster candolii
Espèce
Le lépadogastère de Candolle (Lepadogaster candolii), est une espèce de poissons marins appartenant à la famille des Gobiesocidae.